# Lepthyphantes zhangmuensis
Lepthyphantes zhangmuensis is een spinnensoort uit de familie hangmatspinnen (Linyphiidae). De soort komt voor in China.